# 카를 슈바르츠실트 메달
카를 슈바르츠실트 메달은 천체 물리학자인 카를 슈바르츠실트의 이름을 딴 것으로 독일 천문학회(Astronomische Gesellschaft )가 저명한 천문학자와 천체물리학자에게 수여하는 상이다.

## 수상자
출처: 독일 천문학회
| 연도   | 이름                                         |
| ------ | -------------------------------------------- |
| 2022년 | 한스-토마스 얀카                             |
| 2021년 | 조슬린 벨                                    |
| 2020년 | 프리드리히 칼 틸레만                         |
| 2019년 | 에빈 반 디쇼크                               |
| 2018년 | 안제이 우달스키                              |
| 2017년 | 리처드 빌레빈스키(Richard Wielebinski)       |
| 2016년 | 로버트 윌리엄스                              |
| 2015년 | 임모 아펜첼러(Immo Appenzeller)              |
| 2014년 | 마가렛 겔러                                  |
| 2013년 | 칼-하인츠 라들러                             |
| 2012년 | 산드라 M. 페이버                             |
| 2011년 | 라인하르트 겐젤                              |
| 2010년 | 미셸 시장                                    |
| 2009년 | 롤프-피터 쿠드리츠키                         |
| 2008년 | 라시드 수냐예프                              |
| 2007년 | 루돌프 키펜한                                |
| 2005년 | 구스타프 안드레아스 탐만                     |
| 2004년 | 리카르도 지아코니                            |
| 2003년 | 에리카 뵘-비텐세                             |
| 2002년 | 찰스 H. 타운스                               |
| 2001년 | Keiichi Kodaira                              |
| 2000년 | 로저 펜로즈                                  |
| 1999년 | 예레미야 P. 타조                             |
| 1998년 | 피터 A. 스트리트마터                         |
| 1997년 | 조셉 H. 테일러                               |
| 1996년 | 킵 손                                        |
| 1995년 | 헨드릭 C. 반 데 헐스트                       |
| 1994년 | Joachim Trümper                              |
| 1993년 | 레이몬드 윌슨                                |
| 1992년 | 프레드 호일                                  |
| 1990년 | 유진 N. 파커                                 |
| 1989년 | 마틴 J. 리스                                 |
| 1987년 | 로데비크 볼트예르                            |
| 1986년 | 수브라마니안 찬드라세카르                    |
| 1985년 | 에드윈 이 살피터                             |
| 1984년 | 다니엘 M. 포퍼                               |
| 1983년 | 도널드 린든-벨                               |
| 1982년 | 진 델헤이                                    |
| 1981년 | 보단 파친스키                                |
| 1980년 | 루트비히 비어만                              |
| 1978년 | 조지 B. 필드                                 |
| 1977년 | 빌헬름 베커                                  |
| 1975년 | 라이먼 스피처                                |
| 1974년 | 코르넬리스 드 예거                           |
| 1972년 | 얀 H. 오르트                                 |
| 1971년 | 안토니 휴위시                                |
| 1969년 | 벵트 스트롬그렌                              |
| 1968년 | 마틴 슈미트                                  |
| 1963년 | 찰스 페렌바흐                                |
| 1959년 | 마르틴 슈바르츠실트 (칼 슈바르츠실트의 아들) |

## 같이 보기
- 천문학상 목록

## 참조
1. ↑  “Awards by the AG”. Astronomische Gesellschaft. 2014년 12월 21일에 원본 문서에서 보존된 문서. 2015년 8월 12일에 확인함.
2. ↑  “Recipients of the Karl Schwarzschild Medal”. 2019년 5월 17일에 원본 문서에서 보존된 문서.
3. ↑  https://www.astronomische-gesellschaft.de/en/News/german-astronomical-society-announces-2022-prizes?set_language=en
4. ↑  “German Astronomical Society (AG) awards Robert Williams the Karl Schwarzschild Medal”. 2016년 6월 28일. 2016년 11월 20일에 확인함.
5. ↑  “Margaret J. Geller Awarded Karl Schwarzschild Medal”. 2014년 2월 5일. 2016년 11월 20일에 확인함.
6. ↑  “Karl-Heinz Rädler awarded with Karl-Schwarzschild Medal”. 2013년 9월 25일. 2016년 11월 20일에 확인함.
7. ↑  “Reinhard Genzel receives Karl Schwarzschild Medal 2011”. 2011년 7월 13일. 2017년 4월 1일에 원본 문서에서 보존된 문서. 2016년 11월 20일에 확인함.
8. ↑  “Astronomy Director Awarded Schwarzschild Prize”. 2009년 9월 25일. 2016년 11월 20일에 원본 문서에서 보존된 문서. 2016년 11월 20일에 확인함.